# Museu Casa de Rondon
O Museu Casa de Rondon é um bem tombado localizado no município de Tangará da Serra, no Mato Grosso.
A casa foi erguida em 1906 e fica no assentamento Antônio Conselheiro, na zona rural do município, a 242 km de Cuiabá. Ela foi utilizada como uma das bases para a comitiva de Marechal Cândido Rondon que era encarregado por levar linhas telegráficas para comunidades afastadas. A arquitetura da residência detém particularidades da época em que foi edificada. Em suas paredes é possível observar os tijolos de adobe, uma combinação de barro e capim.
A casa também hospedou a comitiva do ex-presidente norte-americano Theodore Roosevelt, que foi convidado do próprio Marechal Rondon. A Expedição Científica Roosevelt-Rondon ocorreu entre os anos de 1913 e 1914. O intuito era de mapear o então Rio da Dúvida, hoje em dia chamado Rio Roosevelt.
Em fevereiro de 2012, o edifício foi tombado como patrimônio histórico e cultural de Mato Grosso. A área de tombada é de 445 metros quadrados.
Em 2021, a Secretaria de Estado de Cultura do Governo de Mato Grosso aprovou um projeto de restauração do imóvel que receberia um financiamento de 300 mil reais para obras.
Em fevereiro de 2022, os mais de 100 anos de história da casa foram representados no documentário de curta-metragem “A Casa de Rondon de Tangará da Serra – MT” desenvolvido pelo turismólogo Wilson Pereira.